# Pidonia businskyorum
Pidonia businskyorum là một loài bọ cánh cứng trong họ Cerambycidae.